# Monte das Gameleiras
Monte das Gameleiras là một đô thị thuộc bang Rio Grande do Norte, Brasil. Đô thị này có diện tích 71,945 km², dân số năm 2007 là 2378 người, mật độ 33,1 người/km².